# Mohammed Abdi Yusuf
Mohammed Abdi Yusuf (geb. 1941) ist ein somalischer Politiker.
Er war vom 8. Dezember 2003 bis zum 3. November 2004 Premierminister der Übergangsregierung Somalias und ersetzte Hassan Abshir Farah, der von Präsident Abdikassim Salat Hassan entlassen worden war. Nach fast einem Jahr wurde er unter dem neuen Präsidenten Abdullahi Yusuf Ahmed durch Ali Mohammed Ghedi ersetzt.